# Motonave

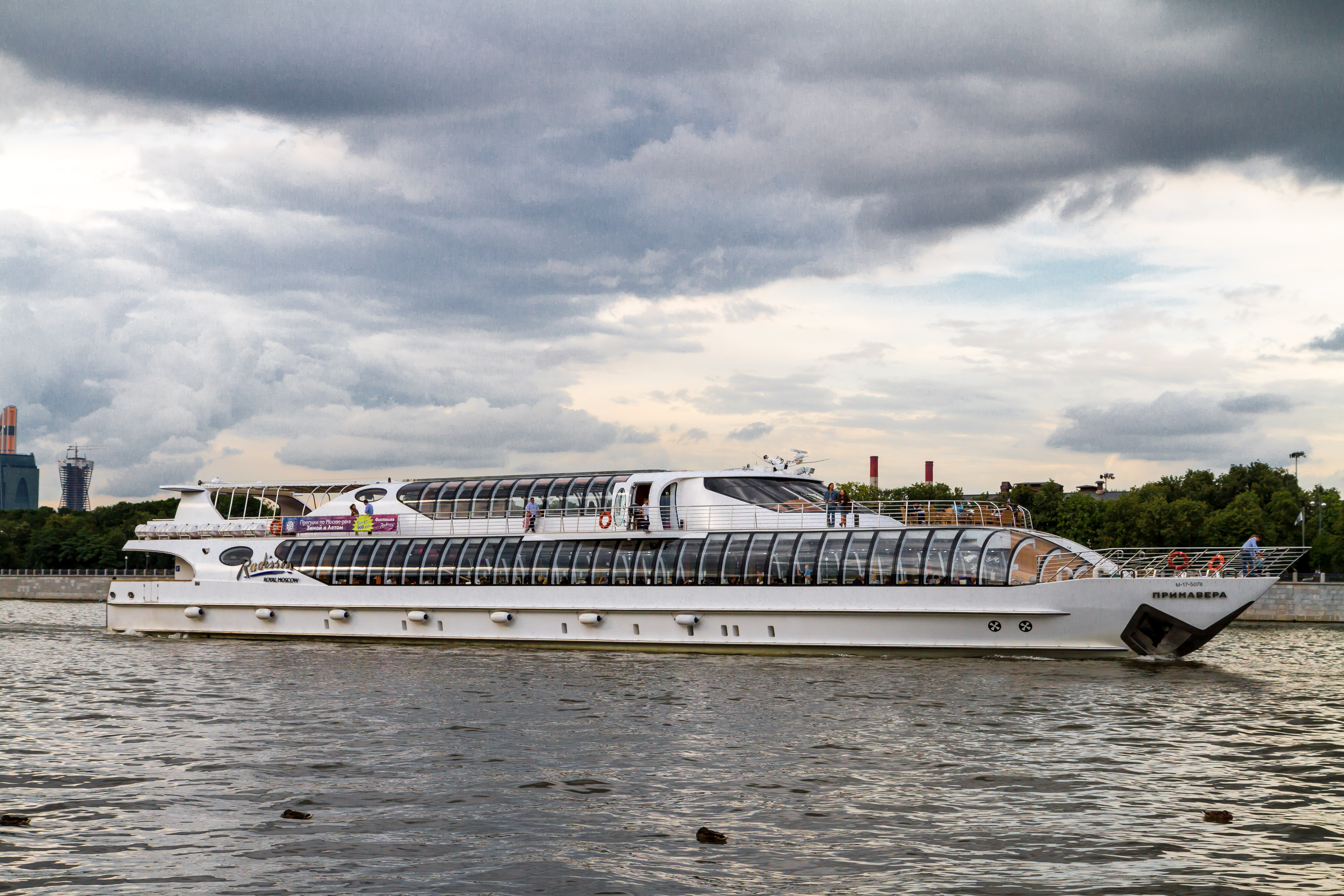
La motonave Primavera

Una motonave (sigla M/N) è una nave da carico o adibita al trasporto di passeggeri azionata da uno o più motori a combustione interna.

## Storia
Le prime motonavi furono varate nel 1903. Si tratta della francese Petit Pierre e della russa Vandal.